# Röfors
Röfors is een plaats in de gemeente Laxå in het landschap Närke en de provincie Örebro län in Zweden. De plaats heeft 266 inwoners (2005) en een oppervlakte van 111 hectare.